# Bico-grande-de-kona
Bico-grande-de-kona, ou bico-grossudo-de-kona (Chloridops kona) foi uma espécie de fringilídeos da família Fringillidae. É a única espécie do género Chloridops.
Foi endémica do Hawai.